# Pseudorhombus quinquocellatus
Pseudorhombus quinquocellatus är en fiskart som beskrevs av Weber och De Beaufort 1929. Pseudorhombus quinquocellatus ingår i släktet Pseudorhombus och familjen Paralichthyidae. Inga underarter finns listade i Catalogue of Life.